# 丹寧布色
丹寧布色是藍色系中的一種顏色，通常為靛蓝，因與做牛仔褲用的丹寧布顏色相近而得名。這個顏色是绘儿乐蠟筆的正式顏色之一。